# Новосёловка (Измаильский район)
Новосёловка (укр. Новоселівка, гаг. Yeni küü) — село в Килийской городской общине Измаильского района Одесской области Украины.
Население по переписи 2001 года составляло 1647 человек. Почтовый индекс — 68320. Телефонный код — 4843. Занимает площадь 2,72 км². Код КОАТУУ — 5122382601.

## Население и национальный состав
По данным переписи населения Украины 2001 года распределение населения по национальному составу было следующим (в % от общей численности населения):
По Новоселовскому сельскому совету: общее количество жителей — 1597 чел., из них украинцев — 80 чел. (5,01 %); русские — 65 чел. (4,07 %); молдаване — 72 чел. (4,51 %); болгар — 750 чел. (46,96 %); гагаузов — 612 чел. (38,32 %); другие — 18 чел (1,13 %).
По данным переписи населения Украины 2001 года распределение населения по родному языку было следующим (в % от общей численности населения):
По Новоселовскому сельскому совету: украинский — 5,65 %;русский — 12,02 %; белорусский — 0,12 %; болгарский — 50,52 %; армянский — 1,09 %; гагаузский — 25,56 %; молдавский — 4,61 %.